# ارس (سرده)

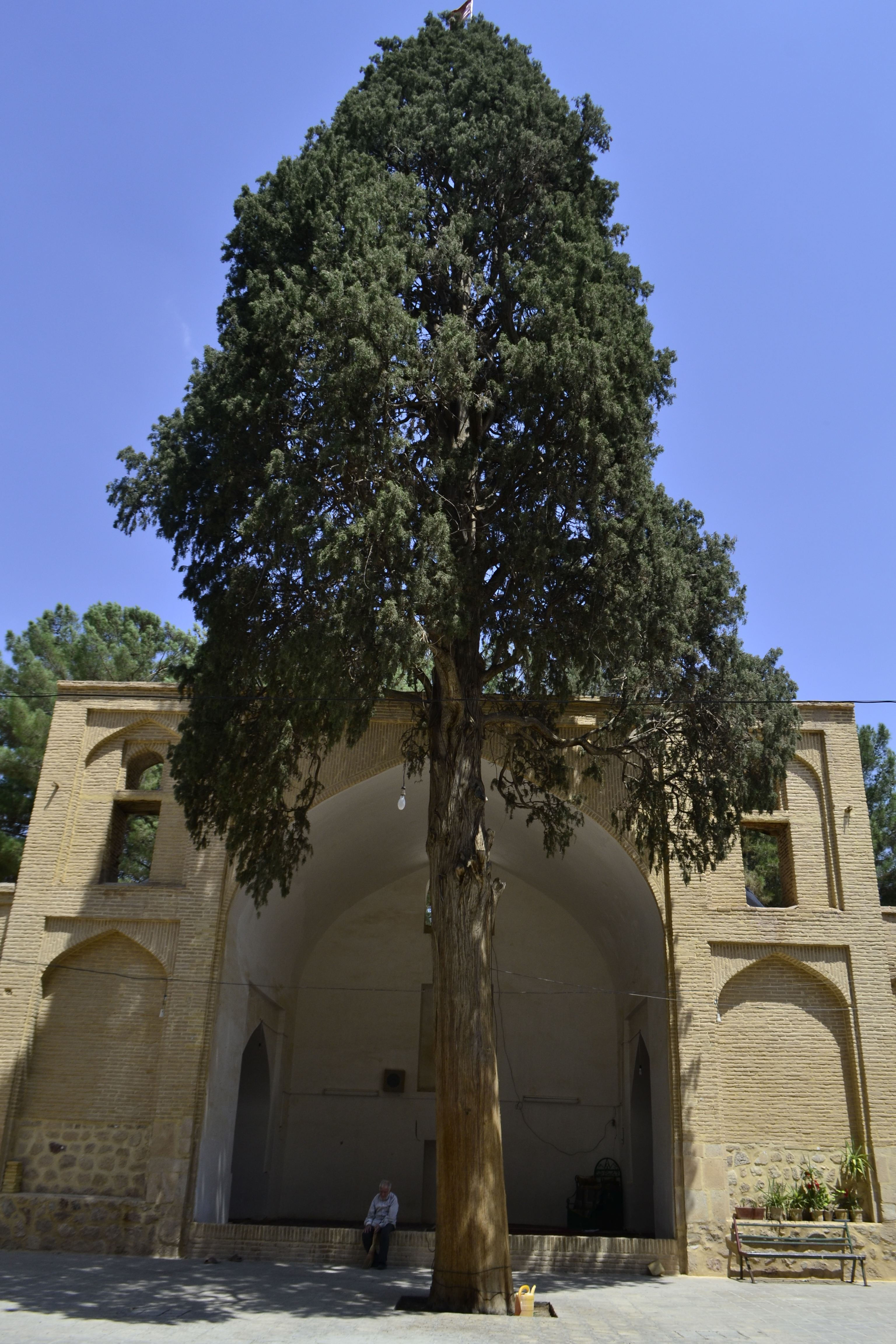
ایوان کوچک مسجد جامع کبیر نی‌ریز همراه با درخت چندصد سالهٔ ارس (سرده)

اُرس یا سرو کوهی، (نام علمی: Juniperus) سرده‌ای‌ست از ردهٔ ناژویان تیره سرویان که دربردارندهٔ بیش از ۵۰ گونهٔ متفاوت است و در سرتاسر نیمکرهٔ شمالی از شمالگان تا جنگل‌های بارانی آفریقا و از آمریکای شمالی و مرکزی تا خاورمیانه و شمال هیمالیا در ارتفاعات گوناگون رویش دارد. ۵ گونهٔ آن در سه دیسهٔ درختی و درختچه‌ای و خزنده در ایران یافت می‌شود.

## نام
اُرس یا سرو کوهی در دیگر زبان‌های رایج در ایران به نام‌های وُرس، بُرس، هَوَرس، اَوِرس، اُرسا، اَرچا، اردوج و مَرخ نیز خوانده می‌شود. این درخت در ترکی آردئچ، آتوش و آردئش و در کردی کرمانجی هَورِست یا مَرخ خوانده می‌شود و در عربی میوۀ آن را ابهل می‌نامند.

## مشخصات
اُرس یا سرو کوهی سرده‌ای بسیار باارزش و دیرزی از تیره سرو است که در مناطق کوهستانی و بیشتر در ارتفاعات بیش از ۲۵۰۰ متر می‌روید.
اُرس بسیار پایدار و سازگار با هر نوع آب‌وهوا است و برگ‌هایش مانند دیگر گونه‌های سرو به شکل سوزنی می‌باشد. این درخت دارای عمر طولانی بیش از دو هزار سال است و در برابر بیماری‌ها و انگل‌های طبیعی بسیار مقاوم است، چنان‌که آسیب انگل‌ها تنها موجب دیسه مندی این گیاه و تنوع رخ و ریخت تنه و شاخه‌های آن شده‌اند که این خود به زیبایی و جوراجوری اشکال اُرس در گذر میلیون‌ها سال فرگشت انجامیده‌است.
بهره‌برداری از این گیاه در گذشته و اکنون رواج داشته و دارد و موارد بهره‌برداری شامل: به کار بردن چوب بسیار سخت و استوار و مقاوم در برابر موریانه در خانه‌سازی؛ بهره بردن در مصارف عطرسازی و همچنین عطاری بوده‌است که مورد اخیر هنوز ادامه دارد. گفتنی‌ست در گذشته از شاخه اُرس در لابلای پارچه‌های پشمی برای گریزاندن حشرات موذی چون بید استفاده می‌شده‌است.

## طبقه‌بندی
ارس (Juniperus) سرده بزرگی مشتمل بر ۶۰ گونه‌است که به‌طور گسترده در نیمکرهٔ شمالی، از مناطق سرد و قطبی مانند گرینلند، شمال سیبری و آلاسکا تا کوه‌های بلند مناطق گرمسیری انتشار یافته‌است. گونه‌های این سرده همیشه سبز، به صورت درختانی بلند، کوچک یا درختچه‌ای و خزنده بوده، دیر زیستی و عمر برخی درختان آن بسیار زیاد و حتی تا بیش از ۲۰۰۰ سال می‌رسد. به جز گونهٔ J. deppeana معمولاً پوست به فلس‌های طولی از تنه جدا می‌شود. شاخه‌های پیرامونی گسترده و نا منظم هستند، برگ‌ها فلسی و آرایش آن‌ها متقابل متلاقی یا در چرخه‌های ۳ تایی، در درختان جوان همیشه سوزنی یا نیشتری شکل، ولی در درختان مسن به صورت یکی از دو نوع نامبرده یا هر دو با هم دیده می‌شوند. معمولاً دوپایه، به ندرت تک پایه، گل‌های نر شاتونی، به شکل تخم‌مرغی یا واژتخم‌مرغی و بر روی شاخه‌های کوتاه انتهایی یا محوری هستند. گل‌آذین یا مخروط ماده به شکل کروی و از ۳ تا ۶ فلس تشکیل شده‌است در زیر بعضی یا همهٔ آن‌ها ۱ یا ۲ تخمک وجود دارد. مخروط کروی شکل، شفت مانن، غیر شکوفا و در سال اول یا دوم از رشد خود رسیده، فلس‌ها ۳ تا ۶ عدد، کم و بیش گوشتی به صورت بسته و چسبیده به هم، معمولاً موقع رسیدن به رنگ آبی تیره یا از غبار سفید رنگی پوشیده شده و خیلی صمغ‌دار هستند. در داخل هر مخروط ۱ تا ۱۰ دانه گرد، تخم‌مرغی یا گوشه‌دار با پوشش سخت و بدون بال قرار دارد. لپه ۲ یا ۴ تا ۶ عدد می‌باشد.

## نحوه تکثیر
بذر این درخت باید در خاک آهک بماند و تحت شرایط آبدهی و نور مناسب رشد کند یک راه دیگر آن که به صورت طبیعی است باید بذر آن توسط جانورانی مانند کلاغ و خرس و گراز خورده شود و مدفوع آن‌ها بر زمین بر جای بماند تا در شرایط مناسب در طبیعت رشد کند.

## ترکیبات شیمیایی
در میوه‌های سرو کوهی به مقدار جزئی پیرو اکسالیک اسید و چند اسید دیگر و کمی قند و در حدود ۰٫۸–۱٫۲ درصد اسانس یافت می‌شود.

## گونه‌ها
گونه‌های این جنس قادرند سرمای شدید و خشکی هوا را به خوبی تحمل کنند. برخی از انواع برجسته این گونه عبارتند از:
1. ارس خاردار (Juniperus oxycedrus L. ssp oxycedrus)
2. پیرو معمولی (Juniperus communis L.)
3. پیرو خزنده (Juniperus communis L. ssp hemisphaerica)
4. اردوج (Juniperus foetidissima)
5. ارس (Juniperus polycarpos)
6. ارس زیبا (Juniperus excelsa)
7. ارس چینی (Juniperus chinensis)
8. ارس چینی هرمی (Juniperus chinensis L. Pyramidalis (نر))
9. ارس ژاپنی (Juniperus conferata)
10. ارس خزنده (Juniperus horizontalis Moench)
11. ارس هیبریدی (Juniperus Xmedia Van Melle)
12. ارس دراز (Juniperus oblonga Bieb)
13. مای مرز (Juniperus sabina)
14. ارس نپال (Juniperus squamata D.DON ‘Meyeri‘)
15. ارس ویرجینیا (Juniperus virginiana)

## در ایران
این سرده بومی ایران و پراکندگی آن در سطح کشور دو میلیون هکتار است که بیشتر در خراسان تمرکز دارد. اُرس در ایران از جمله درختان حفاظت‌شده به‌شمار می‌آید که قطع آن ممنوع است. در ایران اُرس در دامنه جنوبی رشته‌کوه‌های البرز، از آذربایجان تا خراسان و به ویژه در شرق ایران (مناطق ارس سیستان، تخت مایان و  کلیلاق   تربت جام ) و در ارتفاعات به‌طور گسترده یافت می‌شود. گونه‌ای از دیسه خزنده آن را می‌توان در دامنه‌های شمالی البرز که میزان بارندگی بیشتری دارد همچون ارتفاعات سماموس و ارفه‌کوه یافت. منطقه شهرستانک یکی از زیست‌بوم‌های دیسه درختی اُرس است که شمار فراوانی از آن را اگرچه تُنُک در خود جای داده‌است که از آن میان برخی بسیار کهنسال‌اند. گمان می‌رود در روزگاری نه چندان دور سرتاسر البرز پوشیده از گونه‌های جوراجور اُرس به‌ویژه گونه درختی بوده‌است که در گذر زمان به خاطر بیش‌بهره‌برداری از انبوهی آن کاسته شده چنان‌که اکنون تنها نشانه‌هایی از آن پوشش گسترده یافت می‌شود که در برخی نقاط مانند گلیل، هزارمسجد یا شهرستانک و منطقه ماز-دلیچایی می‌توان بازمانده‌هایی از آن انبوهی گذشته را جُست. در فراسوی البرز در بلندی‌های نواحی کوهستانی پارک ملی خَبر جوامعی از ارس‌های تنومند و کهنسال وجود دارند که در سطوح سنگی و پرشیب استقرار یافته‌اند. این گیاه همچنین در ارتفاعات جیرفت کرمان منطقۀ سربیژن و دلفارد و ارتفاعات حاجی‌آباد هرمزگان و کوه سیرو نیز به صورت پراکنده یافت می‌شود.
درخت اُرس به خاطر رشد اندکی که دارد - کمتر از یک میلی‌متر در سال - می‌تواند اگرچه با قطری به ظاهر کم عمری دراز داشته باشد. ازینرو در گستره البرز و دیگر نقاط ایران وجود اُرس‌هایی کهنسال تا دست کم ۱۰۰۰ سال معمول است هرچند برخی از این درختان اُرس، مانند درخت اُرس روستای ابرسیج و اُرس شهر دیباج قدمتی چند هزار ساله پیدا کرده و به واسطه در معرضِ دید بودن‌شناس می‌شوند. در منطقه یکورز امیریه دامغان پیشانی فنرلول درخت ارس هزارساله موجود است.
اُرس در رشته کوه زاگرس و رشته‌کوه‌های مرکزی ایران نیز یافت می‌شود. در آبان ۱۴۰۳ یک درخت اُرس با عمر بیش از ۱۶۰۰ سال در ذخیره‌گاه جنگلی زینهار شهرستان تکاب استان آذربایجان غربی شناسایی شد. این درخت سه تنه دارد که قطر آن‌ها بیش از ۱/۵ متر و ارتفاع شاخه‌هایشان حدود ۵ متر و طول سرشاخه‌های آن نیز بیش از ۳۰ متر است.

جنگل‌های اُرس در منطقه حفاظت شده پرور مهدیشهر

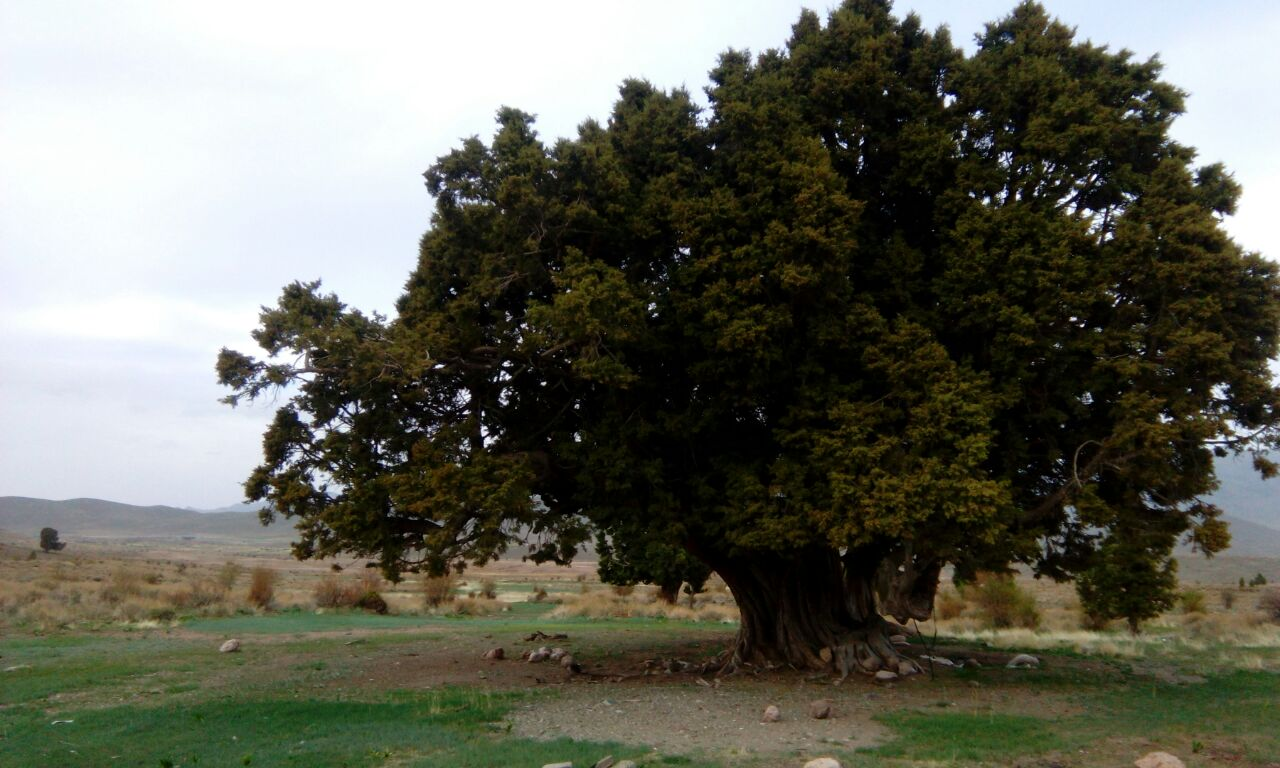
درخت اُرس کهنسال در سربیژن جیرفت

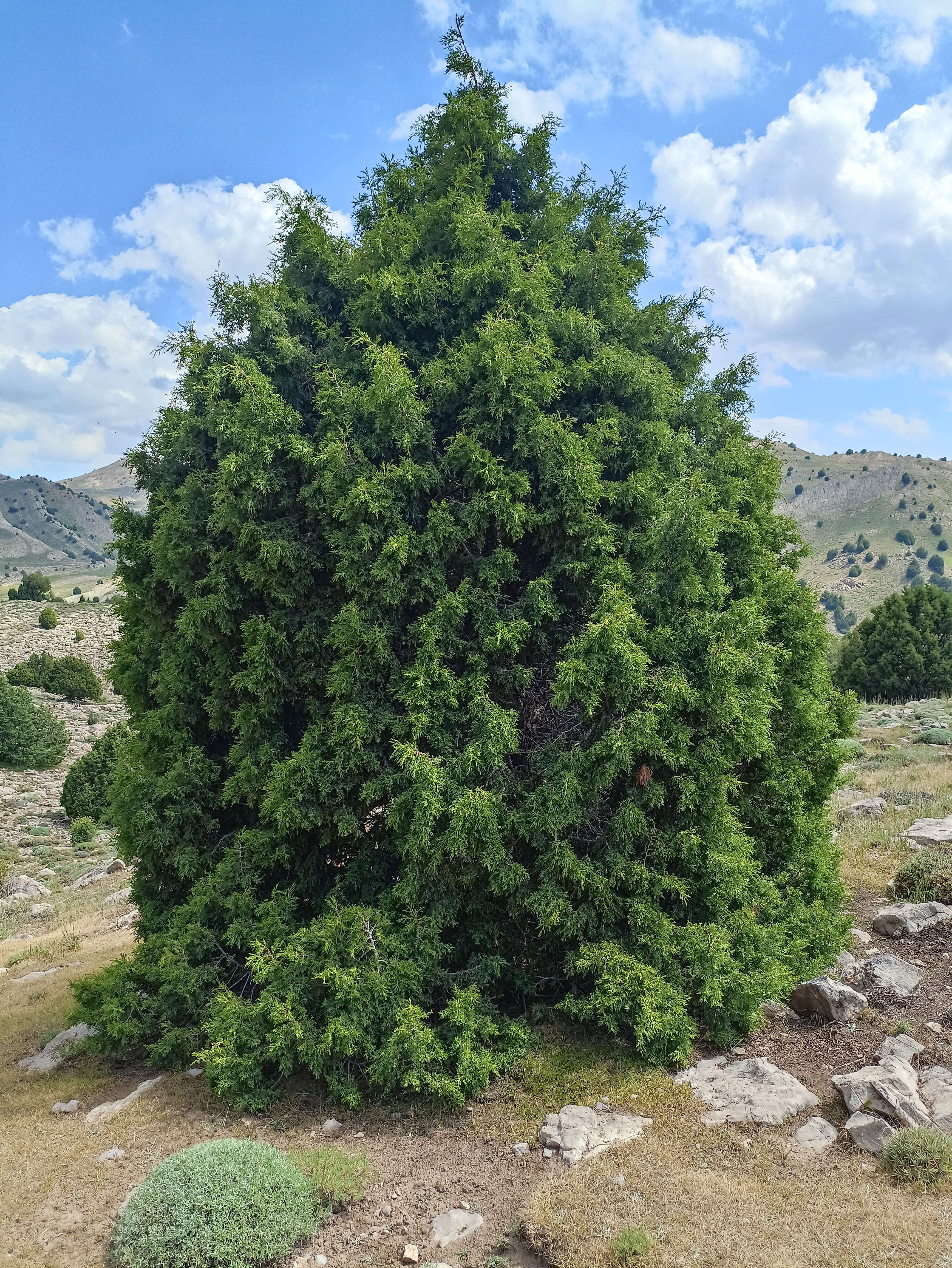
درخت اُرس در هزارمسجد

### در فرهنگ
از دیرباز در فرهنگ ایران اُرس و سرو نماد جاودانگی و نامیرایی بوده‌است و به شکل نگارگری ایرانی در سنگ نگاره‌های پیش از اسلام و در شکل نماد ترمه پس از اسلام در گستره هنرهای تجسمی ایران همواره نقش اساسی داشته‌است. 